# مايونغ راي هيون
مايونغ راي هيون مواليد 14 أبريل 1926 في كوريا الشمالية، هو لاعب ومدرب كرة قدم كوري شمالي كان يلعب في مركز الهجوم. سبق له أن لعب في كأس العالم لكرة القدم مع منتخب بلاده في مونديال عام 1966م.

## روابط خارجية
- مايونغ راي هيون على موقع عالم كرة القدم.نت (الإنجليزية)